# Självskanning

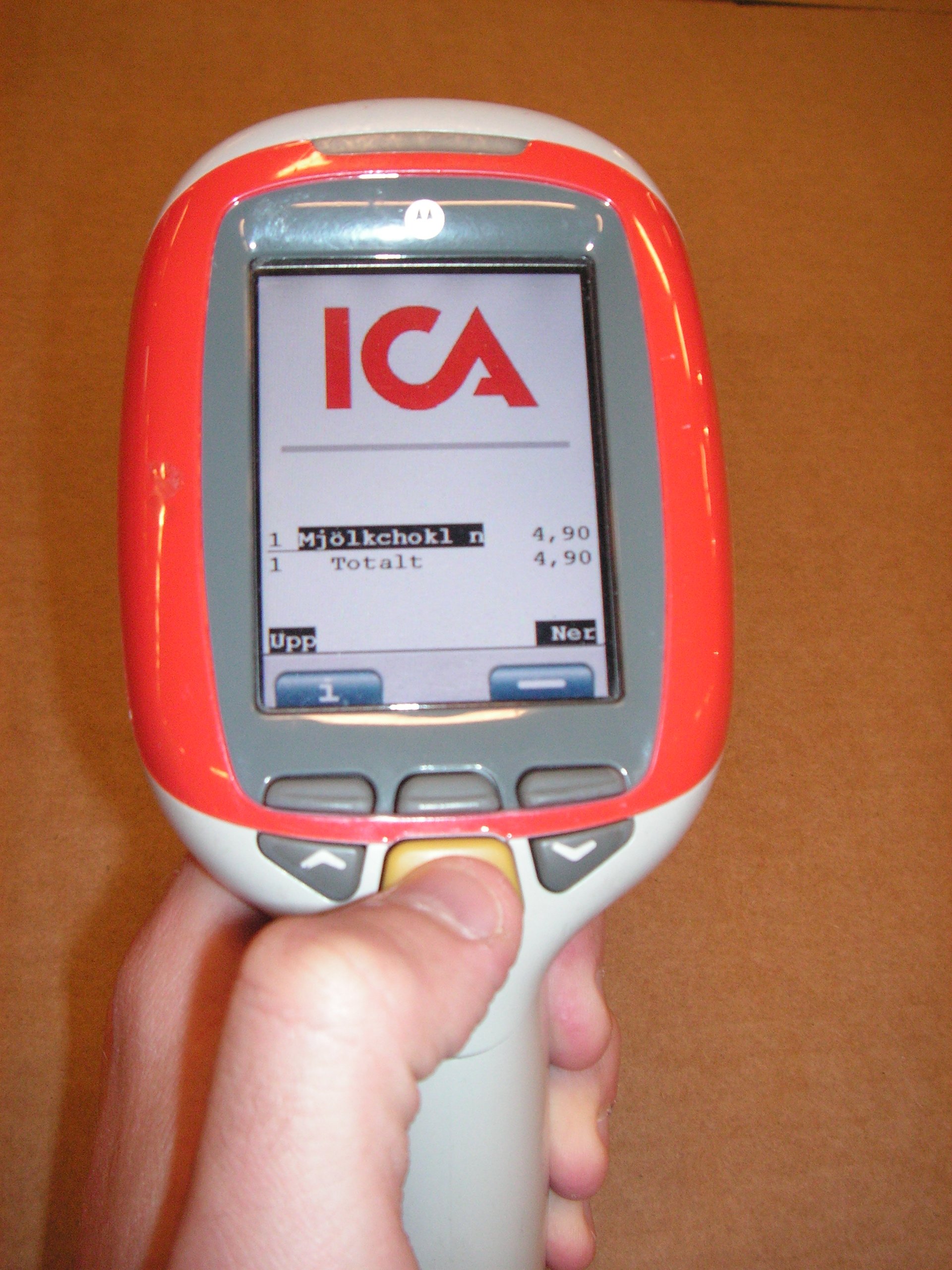
En äldre självskanner i Sverige.

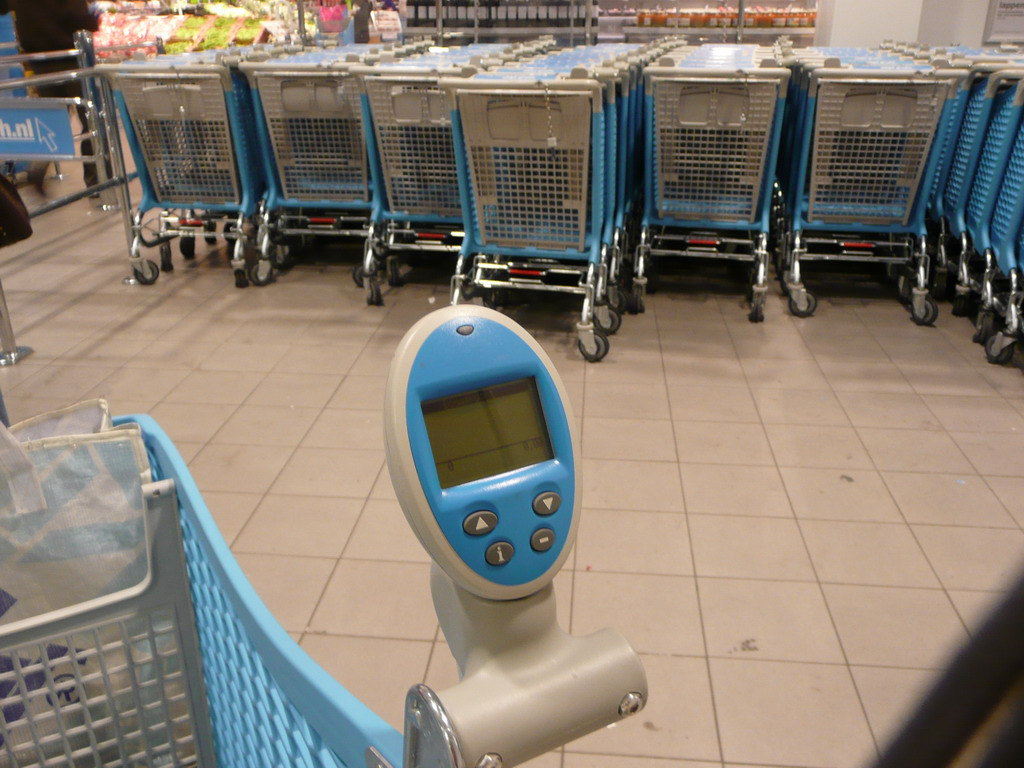
En äldre handskanner på en kundvagn i Nederländerna.

Självskanning (självscanning förekommer också, men avråds i SAOL) är en metod när butiker låter kunden med hjälp av en skanner summera priset på varorna. Betalning kan ske till en kassör eller till en maskin med kort och ibland även med kontanter. Exempel på butiker som använder systemet med självskanning är City Gross, Ica, Coop, Willys och Ikea.

## Historia
Självskanning började i Nederländerna, där det infördes 1992. Tre år senare hade såväl USA som Storbritannien infört självskanning. I Sverige var det stormarknaden B&W i Bromma som var först ut med självskanning, så kallad "Shop Express" som infördes 1999. Ica införde självskanning 2004, och var 2012 den största användaren av självskanning i världen. En vanlig anledning till att butiker inför självskanning är att minska köerna.
År 2009 var det i genomsnitt 30–40 procent av butikskunderna i Sverige som valde att självskanna.
Världens första helautomatiska kassadisk, Easyflow (i marknadsföring skrivet EasyFlow), skapades av det svenska företaget ITAB Shop Concept AB och visades upp i Tyskland 2011 och lanserades därefter. Systemet bygger på att kunden lägger upp varorna på ett rullband och sedan skannas varorna automatiskt av med hjälp av flera skannrar och utan att det krävs streckkoder. Easyflow klarar även av att identifiera exempelvis olika äppelsorter. Bland annat Lidl har testat systemet. 2015 hade Easyflow fortfarande inte fått något större genomslag.
Inledningsvis har införandet av självskanning generellt inte lett till färre anställda i butiker i Sverige, utan istället att anställda suttit mindre tid i de manuella kassorna och haft andra arbetsuppgifter. Fördelar med självskanningskassorna är att arbetet blir mindre stillasittande och monotont för de anställda. Nackdelar är att det kan upplevas som stressigare då en anställd kan ha ansvar för flera kassakunder samtidigt och att det inte blir samma regelbundna kundkontakt när kunderna är mer självständiga.

## Metoder

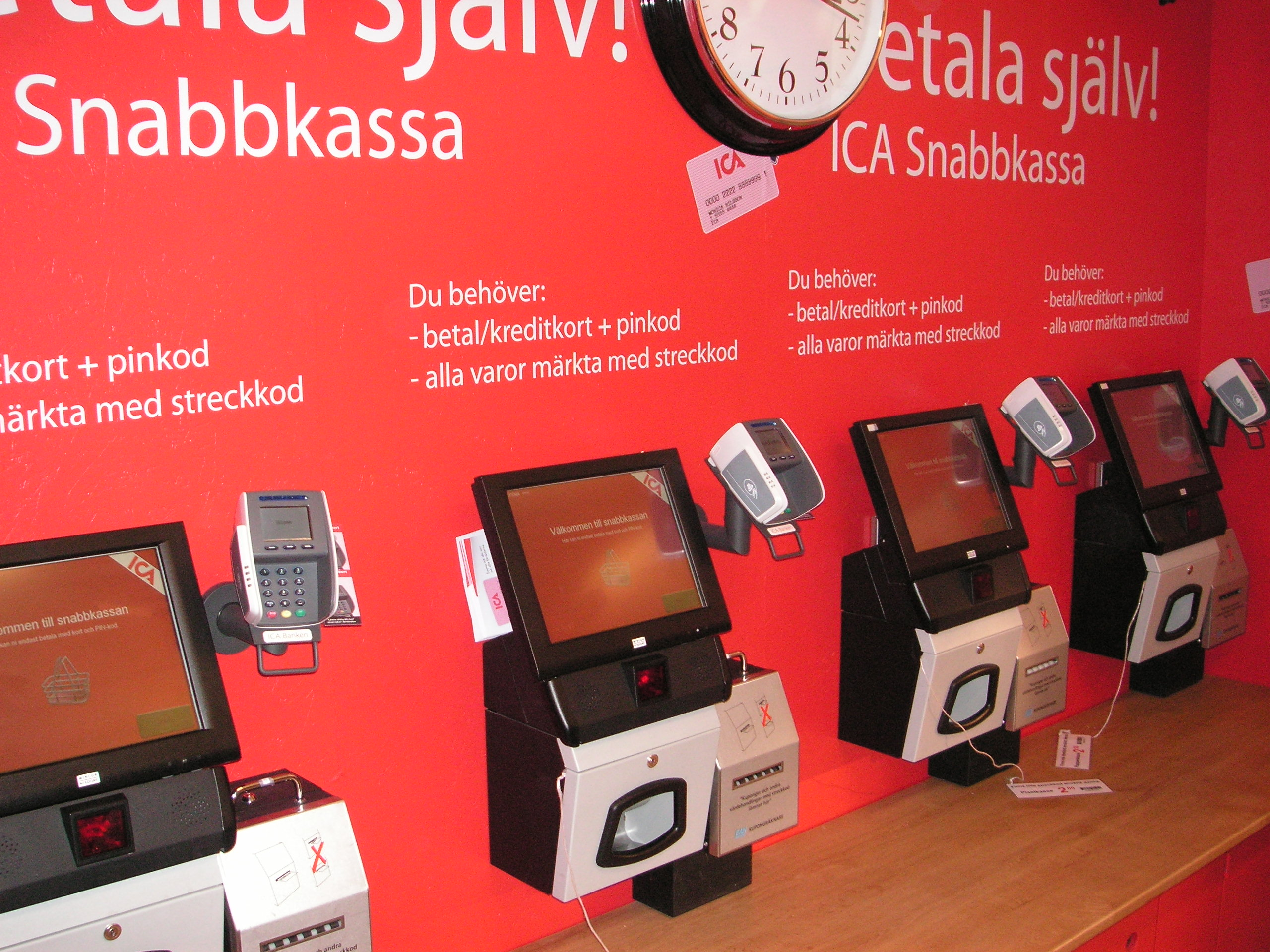
Betalningsstationer (snabbkassa) i Sverige.

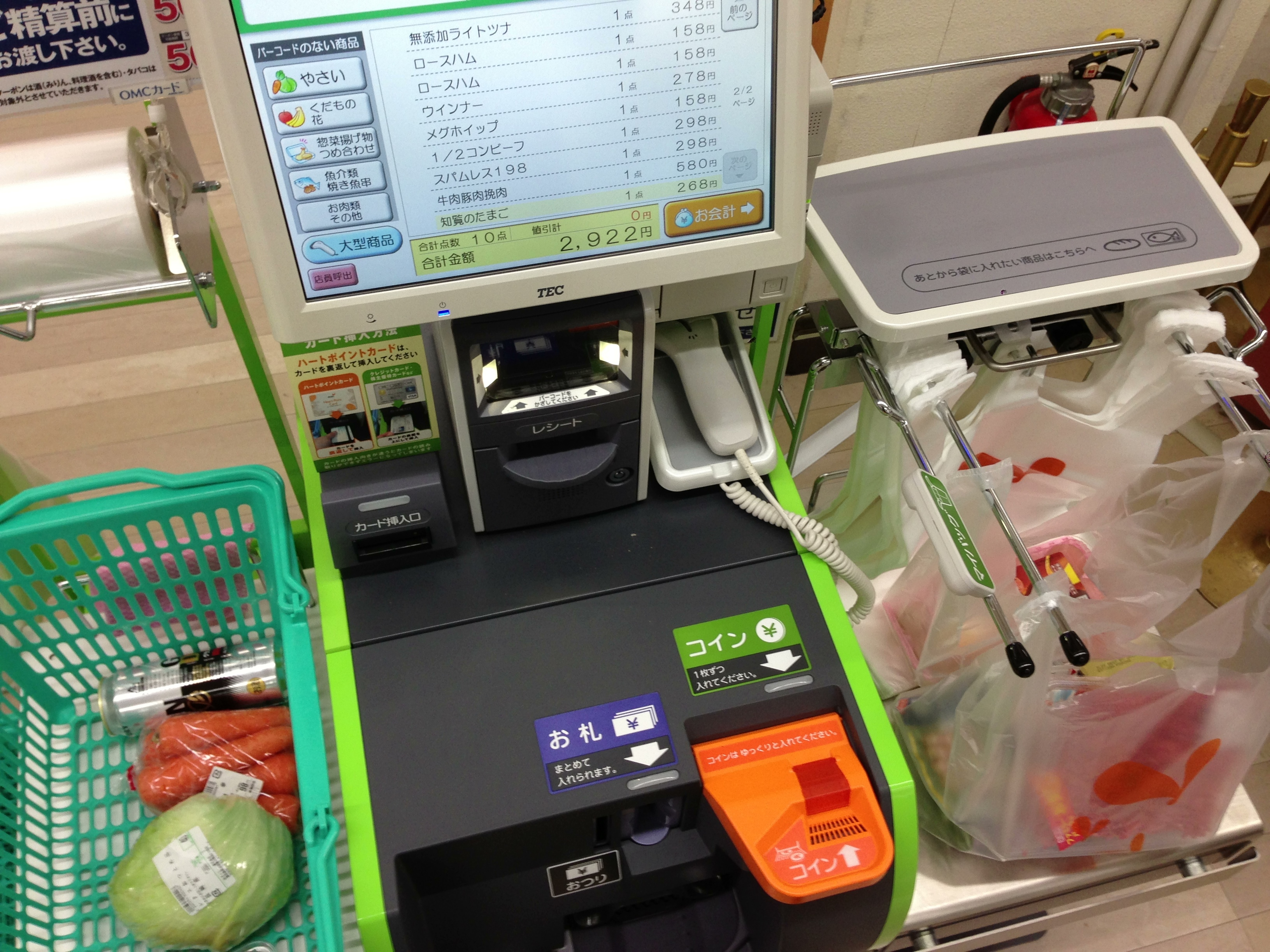
En snabbkassa i Japan.

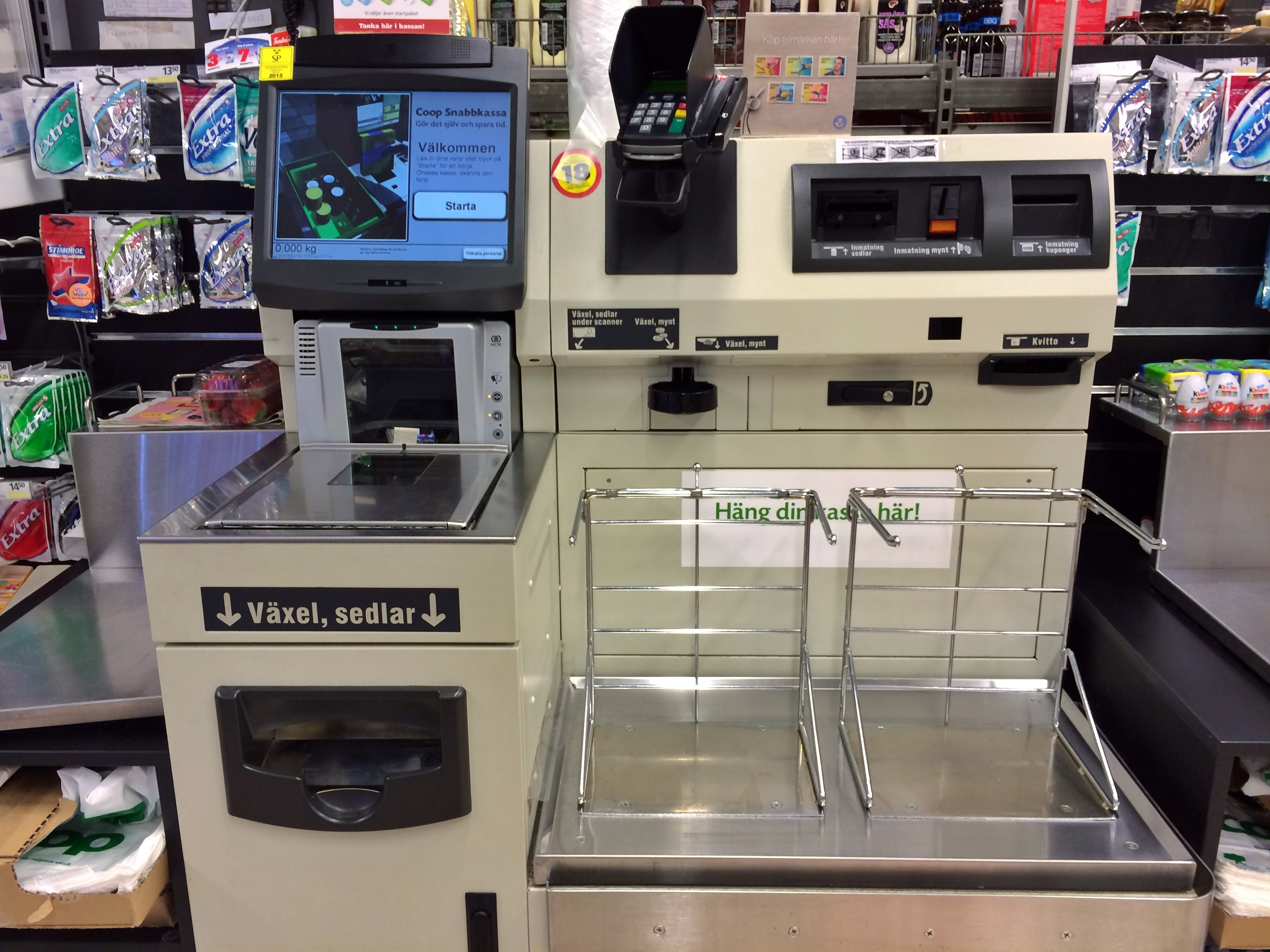
En snabbkassa i Stockholm, 2014.

Den vanligaste modellen i Sverige är att kunden tar en handhållen skanner när den går in i butiken. Med denna läser kunden av streckkoder på sina varor under inköpsrundan i butiken. Vid "utcheckningen" ställer kunden ifrån sig skannern i ett ställ och utför betalningen vid en betalstation (även kallad kundstation och snabbkassa) bestående av kortläsare och bildskärm med anvisningar. Snabbkassor kan ha en maxbegränsning i antal varor. Tidigare kunde snabbkassa syfta på enstaka traditionella bemannade kassor, vanliga på stormarknader, som bara var öppna för kunder med ett begränsat antal varor.
Det finns också en variant av självskanning där kunden inte tar någon skanner, utan handlar på traditionellt vis och slutligen skannar samtliga varor vid en betalstation. Den kan kallas snabbkassa eller snabbutcheckning. Den metoden är framförallt vanlig i mindre butiker.
Varor som saknar streckkoder behöver kunden själv väga in eller registrera på annat vis i skannern eller vid betalstationen. I butiken kan det även finnas utplacerade etikettvågar där kunderna kan väga in varor som säljs i lösvikt och skriva ut streckkoder på klisterdekaler.

## Säkerhet
Betalstationer brukar automatiskt kunna påkalla personalens uppmärksamhet om exempelvis kunden råkar göra fel eller vill köpa en vara med åldersgräns.
En tredjedel av kunderna som självskannar i livsmedelsbutiker i världen stjäl eller snattar regelbundet enligt en studie som kriminologen Dr Emmeline Taylor i Australien gjort (publicerad 2016). Dessa kunder kallas "swipers" (Seemingly Well-Intentioned Patrons Engaging in Routine Shoplifting) inom branschen. Tillvägagångssätten kan vara olika, exempelvis att inte väga hela varan, att bara skanna en av flera varor av samma typ eller skanna en likvärdig men billigare vara. Många av dessa kunder inser inte själva att det är stöld.
Som åtgärd för att stävja till synes enkla metoder att snatta eller stjäla genom att bara skanna somliga varor i matvarukassen använder sig butikerna av slumpmässiga kontroller; så kallade avstämningar. Kunden får då vid betalning ett meddelande på betalningsstationens bildskärm där den ombeds gå till närmsta kassa för avstämning. Kassören går då manuellt igenom varorna, och verifierar att resultatet överensstämmer med de skannade varorna.
I slutet av 2010-talet och början av 2020-talet stängde många butiker i Sverige snabbkassorna till följd av stöld. När en handskanner används identifierar kunden sig med kundkort och gör det möjligt för butiken att blockera den enskilda kunden från användning. När kunden skannar i snabbkassan saknas den möjligheten för butiken.
Butiker kan även utläsa mönster från kundernas köpbeteenden, såsom hur kunden rör sig i butiken eller återkommande fel vid avstämningar.
Särskilt vid obemannade snabbkassor kan det finnas fysiska spärrar, där kunden efter betalning behöver skanna inköpskvittot för att komma ut ur butiken.
I vissa butiker får kunden höra en inspelad hälsningsfras när den tar skannern. Förutom syftet att välkomna kunden kan det fungera avskräckande för swipers och inge en känsla av iakttagelse.